# GRIA 2
Der ionotrpe Glutamat Rezeptor AMPA 2 (Syn.: GRIA2) gehört zur Gruppe der AMPA-Rezeptoren. Er ist ein menschliches Protein.
Glutamat-Rezeptoren sind die vorherrschende Form der excitatorischen Neurotransmitter-Rezeptoren im Säugetier-Gehirn. Sie werden durch eine Vielzahl von neurophysiologischen Prozessen aktiviert. Dieses Membranprotein gehört zur Familie der Glutamat-Rezeptoren, die sensitiv für alpha-amino-3-hydroxy-5-methyl-4-isoxazole propionate (AMPA) sind. Es ist ein ligandenaktivierter Kationenkanal. Diese Kanäle sind aus den vier Untereinheiten GRIA1-4 zusammengesetzt. Bei dem Gen der Untereinheit GRIA2 ist ein RNA-Editing (CAG->CGG; Q->R) innerhalb des Abschnittes beschrieben, der für die zweite transmembranäre Domaine codiert. Vermutlich wird der Kanal dadurch Ca(2+)-impermeabel. Studien beim Menschen und Tierversuche legen nahe, dass das pre-mRNA Editing für die normale Funktion des Gehirns unabdingbar ist und dass Fehler beim RNA-Editing des GRIA2-Gens eine Rolle in der Verursachung der ALS spielen. Für dieses Gen wurde ein alternatives Spleißen beschrieben, was die Ausbildung sogenannter Flip-Flop Isoformen zur Folge hat, die sich in ihren Signalübermittlungseigenschaften unterscheiden.